# Алея письменників (Спаське)
Але́я письме́нників — ботанічна пам'ятка природи місцевого значення в Україні. Розташована на подвір'ї школи в селі Спаське Кролевецького району. 
Площа 0,2 га. Створена у 2008 році. Перебуває у віданні: Спаська загальноосвітня школа І-ІІІ ступенів.

## Опис
Алея, присвячена пам'яті російських і українських письменників, створена з дерев, завезених з місць їхнього тривалого перебування. Має особливе рекреаційне, освітньо-виховне і пізнавальне значення.
Тут представлено 12 видів дерев та чагарників.